# トーニャ・ハーディング
トーニャ・マキシン・ハーディング（Tonya Maxene Harding, 1970年11月12日 - ）は、アメリカ合衆国オレゴン州ポートランド出身の元フィギュアスケート選手。
1992年アルベールビルオリンピック、1994年リレハンメルオリンピック女子シングルアメリカ代表。1991年世界フィギュアスケート選手権2位。1991年に女子選手として史上2人目のトリプルアクセルを成功させた。リレハンメル五輪直前の「ナンシー・ケリガン襲撃事件」に関わっていた。後にプロボクサーやオートレーサーにもなった。

## 経歴
1970年11月12日、オレゴン州ポートランドで生まれる。幼くしてスケートを始め、12歳のときにはトリプルルッツを成功させた。
当初、コンパルソリーが苦手でなかなか思うような成績を残せなかったが、1989年-1990年シーズンを最後にコンパルソリーが廃止され、以降は高いジャンプ能力を生かして頭角を現す。

### 女子選手で史上二人目のトリプルアクセル成功
1991年の全米選手権でトリプルアクセルを成功させ初優勝を果たし、世界選手権への切符を手に入れる。当時女子選手でトリプルアクセルの成功者は、伊藤みどりに次ぎ史上2人目の快挙だった。初出場となった1991年世界選手権では、クリスティー・ヤマグチに次ぐ2位となり、3位にはナンシー・ケリガンが入りアメリカ女子が表彰台を独占した。
1991年-1992年シーズンのスケートアメリカでは、ショートプログラムとフリースケーティングでトリプルアクセルを成功させ優勝を果たす。1992年の全米選手権は、かかとの怪我もあったが3位となりアルベールビルオリンピックの切符を手に入れた。
しかし1992年のアルベールビルオリンピックでは、前年まで成功していたトリプルアクセルが、オリジナルプログラム・フリー演技共に着氷に失敗。結局ミスが響いて総合4位入賞に留まり、五輪のメダル獲得はならなかった。
1992年-1993年シーズンは不調に陥る。全米選手権では4位となり世界選手権の切符を手に入れることもできなかった。

### ナンシー・ケリガン襲撃事件
1994年1月6日、リレハンメルオリンピックの選考会となる全米選手権の会場で、練習を終えたナンシー・ケリガンが何者かに襲われる事件が発生した。俗にいう「ナンシー・ケリガン襲撃事件」である。ケリガンは膝を殴打され怪我を負い全米選手権を欠場、ハーディングはこの大会で優勝を果たした。
事件発生から2週間後、1990年にハーディングと結婚し1991年に離婚した元夫であるジェフ・ギルーリーらが逮捕される。ハーディングにも疑惑の目が向けられ始めた2月1日、元夫がハーディングに不利な証拠と共に司法取引を受け入れた。全米スケート協会とアメリカオリンピック委員会はハーディングをオリンピックチームから追放しようとしたが、彼女は法的措置をほのめかしてそのまま留まった（一時、アメリカ代表は全米選手権2位のミシェル・クワンに決まりかけていた）。

### リレハンメル五輪
リレハンメルオリンピック本番でのハーディングは、テクニカルプログラムでのコンビネーションジャンプで、トリプルルッツが両足着氷となるミスを犯し10位と出遅れた。その2日後のフリーでは演技直前の6分間練習の後に靴の問題が発生した。自身の出番になり名前をコールされてもリンクに現れず、バックステージで靴紐を調整している姿が放送された。失格寸前の1分50秒過ぎにようやく登場した（当時のルールでは、名前を呼ばれてから2分以内にリンクへ現れないと失格となる）。
しかしハーディングは、フリー演技が始まってから最初のトリプルルッツが1回転となる失敗の直後、突然泣き出して演技を中断してしまう。ジャッジに対してリンクの縁に右足スケート靴を載せながら、靴紐の不具合を訴えた。ジャッジはハーディングのフリー演技のやり直しを認め、ハーディングはリンクサイドでコーチや関係者と靴紐の調整を試みるがすぐに解決することは出来ず、バックステージに戻っていった。次の出番であるカナダの選手ジョゼ・シュイナールは、予定外の事態にすぐリンクに登場して、演技を開始した（シュイナールは9位に終わる）。
ハーディングはそのグループの最後で再びリンクに登場し、演技を最初から行った。1回目に登場した時にミスしたトリプルルッツが成功し、合計5種類の3回転も成功させ演技終了時に笑みを見せたが、トリプルアクセルについてはシングルアクセル（1回転半）のジャンプに終わり、最終順位は8位入賞に留まった（一方のケリガンは総合で2位入賞・銀メダルを獲得した）。

### リレハンメルオリンピック後
リレハンメルオリンピックが終わった後の1994年3月16日、ハーディングは罪を認めることで、懲役刑を免れ3年間の執行猶予、500時間の奉仕活動、罰金16万ドルを受け入れた。その後、全米スケート協会は、1994年全米選手権での優勝と1999年までの公式大会出場権やコーチになるための権利を剥奪した。プロのイベントには制限がされなかったが、彼女を起用しようとするプロモーターは現れなかった。
その後、アメリカのニュースで練習中に3アクセルに挑戦する姿が放送されるも、大きな反響を呼ぶに至らなかった。また日本でも1994年に全日本女子プロレスがプロレスラーとして獲得を宣言したり、バラエティ番組出演やテレビ朝日『ニュースステーション』でインタビューを受けたりするも「話題の人」の扱いにとどまっていた。元夫にプライベート・ビデオを暴露されたり、同棲している恋人に暴行を働き逮捕されたりと話題を振りまいた。1996年には映画『ブレイクアウェイ』に出演。
長野オリンピック開催直前の1998年、アメリカのテレビ番組で久々にケリガンと対面して直接謝罪、マスコミはこぞって「和解成立」と報じた。1999年、プロスケート選手権に招待され2位の成績を残しプロスケーターとして再出発するかに思えたが、翌2000年にボーイフレンドへの暴行容疑で逮捕され、完全にプロスケーターとしての道が閉ざされた。2003年からプロボクシングにも挑戦し、プロボクサーとしてデビューした。またオートレースにも挑戦している。
2014年、ESPNのドキュメンタリー番組"30 for 30"でナンシー・ケリガン襲撃事件を扱い、当事者として出演した。番組タイトル名は"The Price of Gold"(金メダルの代償）。同じく2014年2月、NBCでナンシー・ケリガン襲撃事件の回顧番組が放送された。
2017年、伝記映画『アイ,トーニャ 史上最大のスキャンダル』がアメリカで公開された（日本では2018年5月4日公開）。2018年1月11日、ABCでは"TRUTH AND LIES Tonya Harding Story"という番組が放送され、本人やナンシー・ケリガンら多数の関係者が出演した。
2018年現在はワシントン州で再婚して一児をもうけ、大工仕事などをして暮らしているという。

## 技術
1990-91年シーズンは全米選手権と世界選手権、1991-92年シーズンにはスケートアメリカのショートプログラムおよびフリースケーティングの双方でトリプルアクセルを成功させている。成功はこの4回だけであるが、公式大会におけるショートプログラムでのトリプルアクセル、トリプルアクセルからのジャンプコンビネーション、1競技会のショート・フリー両方での成功はいずれも世界初だった。また、トリプルアクセル成功により1991年に行われた全米選手権女子史上初の技術点6.0をマークした（ただし全米選手権は国内大会のためトリプルアクセル自体はISU非公認）。

## 主な戦績
| 大会/年          | 1985-86 | 1986-87 | 1987-88 | 1988-89 | 1989-90 | 1990-91 | 1991-92 | 1992-93 | 1993-94 |
| ---------------- | ------- | ------- | ------- | ------- | ------- | ------- | ------- | ------- | ------- |
| オリンピック     |         |         |         |         |         |         | 4       |         | 8       |
| 世界選手権       |         |         |         |         |         | 2       | 6       |         |         |
| 全米選手権       | 6       | 5       | 5       | 3       | 7       | 1       | 3       | 4       | 1†      |
| スケートアメリカ |         | 2       |         |         | 1       |         | 1       |         | 3       |
| スケートカナダ   |         |         |         |         |         |         |         | 2       |         |
| ボフロスト杯     |         |         |         |         | 1       |         |         |         |         |
| NHK杯            |         |         | 3       |         |         | 2       |         |         | 4       |

^† 1993-94の全米選手権優勝はのちにタイトル剥奪。

## ボクシング
2002年3月13日、評判の下がったセレブリティ同士がエキシビションのボクシングで対戦するFOXの番組「セレブリティ・ボクシング」で、元アーカンソー州の公務員でセクシャルハラスメントでビル・クリントン大統領を告発したポーラ・ジョーンズと対戦しTKOで勝利した。
2003年2月22日、マイク・タイソン対クリフォード・エティエンヌの前座でプロデビュー戦を行い、サマンサ・ブローニングに判定負けを喫した。
コメディ・セントラルの番組「ザ・マン・ショー」で再びセレブリティ・ボクシングを行い、男性コメディアンのダグ・スタンホープに勝利するが、スタンホープは後に試合はヤラセであったと暴露している。
2004年3月23日、カリフォルニア州オークランドでトレーシー・カールトンと対戦を予定していたが殺害予告があったことでキャンセルされた。
2004年6月25日、エミー・ジョンソンにTKO負け。
持病の喘息のために3勝3敗の戦績で短いボクシングキャリアを終えた。

### プロボクシング戦績
- プロボクシング：6戦3勝3敗

| 戦           | 日付          | 勝敗 | 時間    | 内容    | 対戦相手               | 国籍           | 備考           |
| ------------ | ------------- | ---- | ------- | ------- | ---------------------- | -------------- | -------------- |
| 1            | 2003年2月22日 | 敗北 | 4R      | 判定1-2 | サマンサ・ブローニング | アメリカ合衆国 | プロデビュー戦 |
| 2            | 2003年3月15日 | 勝利 | 4R      | 判定3-0 | サマンサ・ブローニング | アメリカ合衆国 |                |
| 3            | 2003年3月28日 | 勝利 | 4R      | 判定3-0 | アレハンドラ・ロペス   | アメリカ合衆国 |                |
| 4            | 2003年6月13日 | 勝利 | 4R      | 判定3-0 | エミリー・ゴサ         | アメリカ合衆国 |                |
| 5            | 2003年8月2日  | 敗北 | 1R 1:13 | TKO     | メリッサ・ヤナス       | アメリカ合衆国 |                |
| 6            | 2004年6月25日 | 敗北 | 3R 1:04 | TKO     | エミー・ジョンソン     | カナダ         |                |
| テンプレート |               |      |         |         |                        |                |                |